# Trigonomima penecyanella
Trigonomima penecyanella är en tvåvingeart som beskrevs av Tomasovic 2005. Trigonomima penecyanella ingår i släktet Trigonomima och familjen rovflugor.
Artens utbredningsområde är Thailand. Inga underarter finns listade i Catalogue of Life.